# Rabirii
Cette page explique l’histoire ou répertorie les différents membres de la famille Rabirii.
Les Rabirii sont les membres de la gens Rabiria, qui était une famille plébéienne de la Rome antique. Bien que de rang sénatorial, peu de membres de cette gens apparaissent dans l'histoire, et le seul connu pour avoir occupé l'une des plus hautes fonctions de l'État romain était Caius Rabirius Postumus, qui était préteur vers 48 ou 47 avant JC.

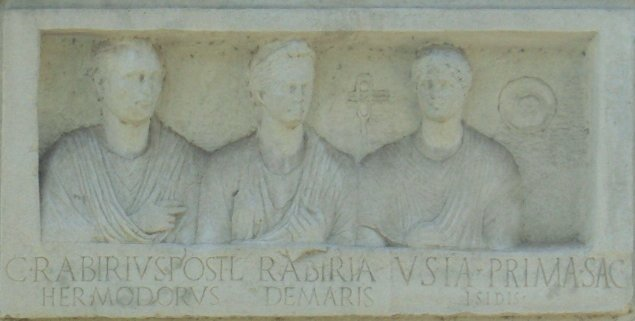
Monument de Caius Rabirius Hermodorus, Rabiria Demaris, et Usia Prima, prétresse d'Isis. Localiser sur la Via Appia, il est dater de la fin du Ier siècle av. J.-C.

## Origine
La grande majorité des Rabirii connus grâce aux inscriptions vivaient en Italie, et une grande famille de ce nom semble avoir vécu à Tusculum, une ancienne ville du Latium non loin de Rome. Un autre Rabirii porte le cognomen Tiburtinus, indiquant que lui ou ses ancêtres venaient probablement de Tibur, une autre ville du nord du Latium, non loin de Rome et de Tusculum, et suggérant fortement que les Rabirii étaient Latins.

## Membres

### Sous la République
- Caius Rabirius, chevalier romain du Ier siècle av. J.-C. Accusé par Labienus d'avoir assassiné le tribun Saturninus, il fut défendu par Cicéron (plaidoyer Pro Rabirio Perduellionis Reo).
- Caius Rabirius Postumus, que Cicéron aida également : accusé de concussion, Cicéron réussit aussi à le faire acquitter (plaidoyer Pro Rabirio Postumo).
- Rabirius philosophe épicurien du Ier siècle av. J.-C. critiqué par Cicéron (Académiques, I, II, 5 ; Tusculanes IV, 6-7 ; Ad Familiares, XV, 19, 2). Rien ne subsiste de ses œuvres.

### Sous le Principat
- Caius Rabirius un poète qui vécut au Ier siècle et cultiva avec succès la poésie épique : Velléius le nomme à côté de Virgile. On lui attribue un morceau d'un poème De Bello Actiaco trouvé dans les papyrus d'Herculanum.
- Rabirius, un auteur de livre sur la médecine, mentionné par Pline[2].
- Rabirius, un architecte actif sous le règne de Domitien, dont le palais a été attribué à Rabirius. Son talent artistique et sa vie vertueuse sont décrits par Martial[3].